# Border Field State Park
Der Border Field State Park ist ein kalifornischer State Park an der südlichen Grenze Kaliforniens zu Mexiko, der Strand und küstennahe Lebensräume beinhaltet. Der Park befindet sich im San Diego County auf dem Gebiet von Imperial Beach. Am südlichen Ende des Parkes befindet sich die Grenze zu Tijuana in Mexiko. Der Park ist Teil 
eines größeren Schutzgebietes des Tijuana Rivers, dem Tijuana Slough National Wildlife Refuge. 
Der Park wird häufig als südwestlichster Punkt von Kalifornien und der fortschreitenden Grenzsicherung zu Mexiko besucht.

Grenzsicherungsanlagen im Laufe der Zeit im Border Field State Park
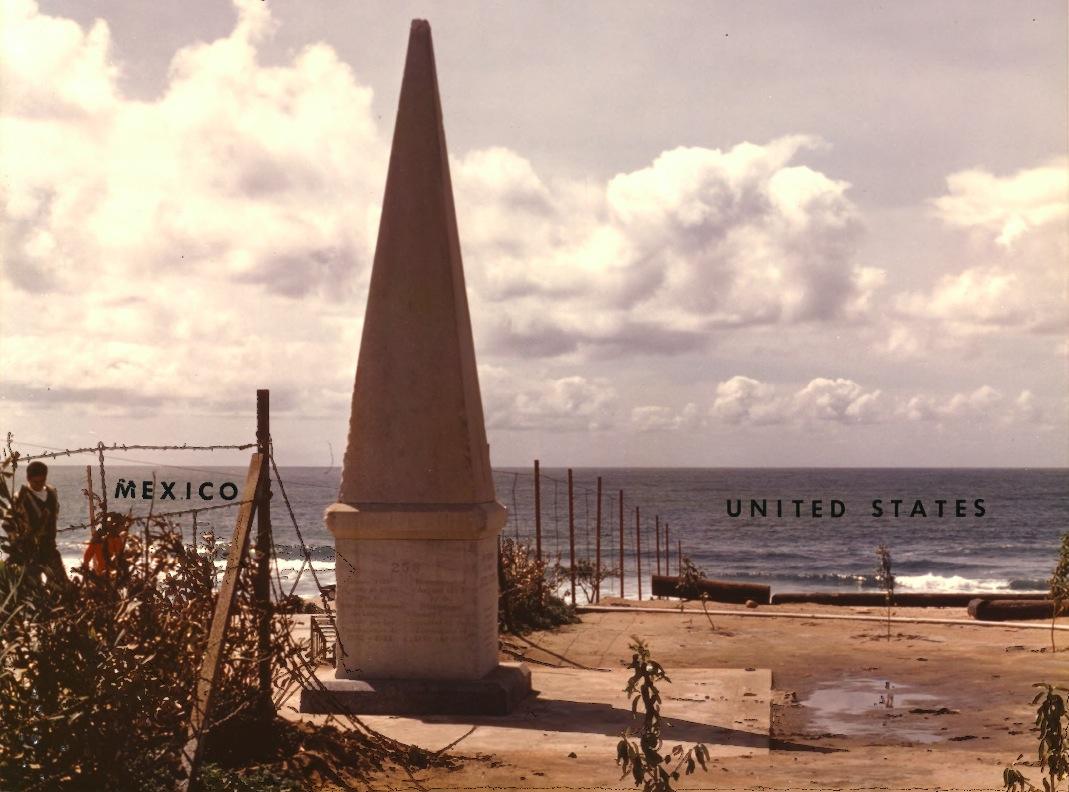
Grenze 1974
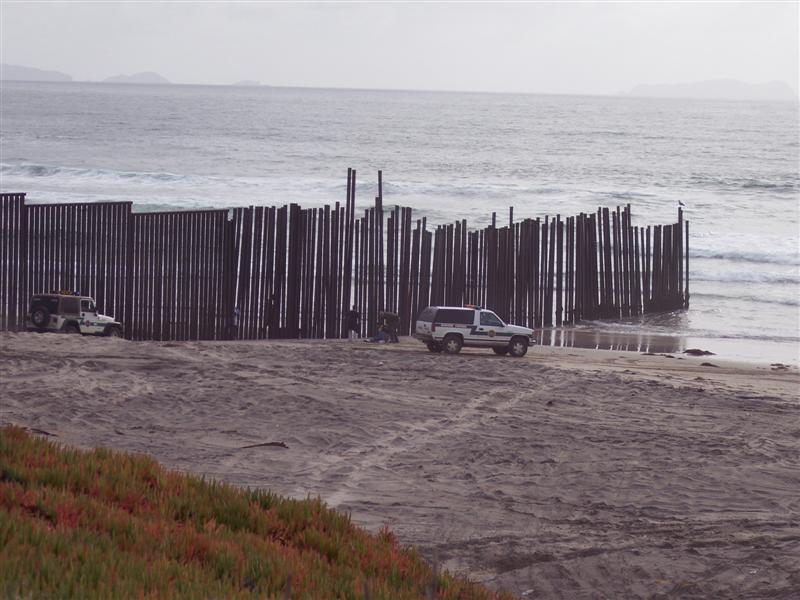
Grenze 2008 mit Patrouillen
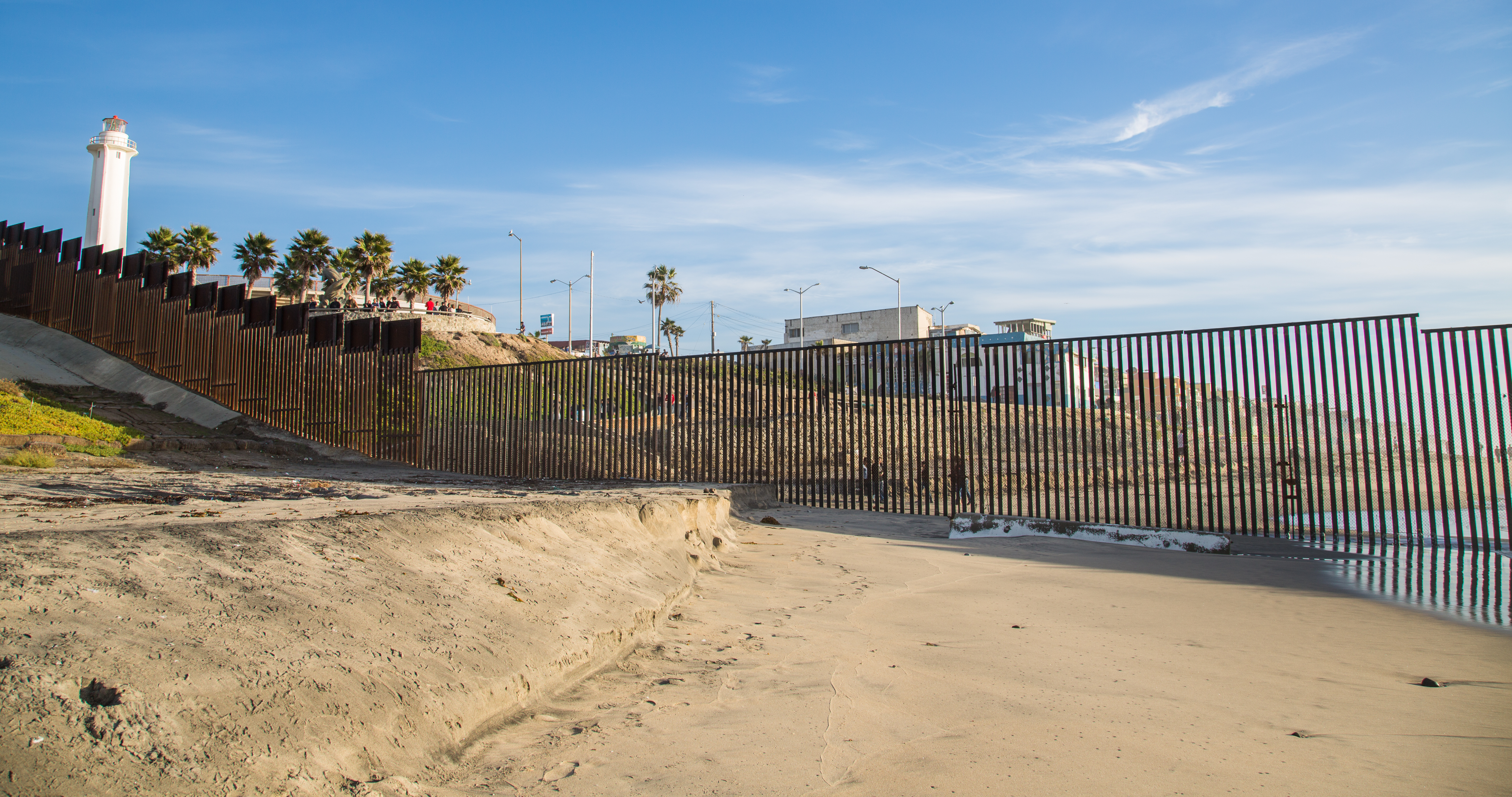
Grenze 2014